# フフホト黒馬足球倶楽部
フフホト黒馬足球倶楽部（フフホトこくばそっきゅうクラブ、英語: Hohhot Black Horse、中国語: 呼和浩特黑马足球俱乐部）は、中華人民共和国の東北部、内モンゴル自治区のフフホト市を本拠地としていたサッカークラブである。
2007年まで中国サッカー・甲級リーグ（中国足球甲级联赛、国内リーグ2部に相当）に所属していた。2007年10月23日をもって、チームは解散した。

## 歴史
- 2002年 大連三徳及び西蔵鷹雪泉創立。どちらも中国サッカー・乙級リーグ所属だった。また大連三徳は、大連実徳が作ったセカンドチームの位置付けだった。
- 2003年 西蔵鷹雪泉が西蔵恵通陸華に改名。
- 2004年 大連三徳が大連長波に改名。当時、大連実徳が大連の他に実質四川のスポンサーであったことから、同じ企業グループのクラブが複数あるのは良くないという批判が出て大連長波物流がスポンサーになったため。しかし、実徳との関係は強いままだった。尚、改名に伴い中国サッカー・甲級リーグ所属となった。
- 2005年 大連長波と西蔵恵通陸華が合併し、山西路虎となった。ホームタウンを山西省太原市に移転。
- 2006年 フフホト黒馬に改名。ホームタウンを内モンゴル自治区フフホト市に移転。内モンゴル自治区トップのクラブチームとなった。
- 2007年 8月2日、オーナーの王珀がチームから600万人元の賄賂を受けていた事により、選手及びファンが激怒。延辺長白虎との試合をボイコットし、これを最後に甲級リーグから撤退[1]。事態を重く見た中国サッカー協会は10万元の罰金及び2008年度のリーグ参加資格を禁止した。これを受けて、10月23日チームは解散した。
- 2009年 11月、前オーナーの王珀及び副オーナーの王鑫が、八百長及び収賄の疑いで中華人民共和国公安部に拘束された[2]。

### クラブ名の由来
クラブ名はスポンサー企業の名前を使用している。
- 大連実徳グループは化学建材事業を中核とする新興の企業グループ。
- 大連長波物流グループは物流業を中核とした企業グループ。

## 獲得タイトル

### 国内タイトル
- 乙級リーグ：1回
  - 2003年（大連三徳として）

## 過去の成績
- 2002 - 中国乙級リーグ 3位（大連三徳）
- 2003 - 中国乙級リーグ 優勝（大連三徳。甲級へ昇格）予選リーグ敗退（西蔵鷹雪泉。予選リーグ華北部に属していたが順位は不明）
- 2004 - 中国甲級リーグ 15位（大連長波） 中国乙級リーグ 予選リーグ敗退（西蔵恵通陸華。予選リーグ北部7位/10チーム中）
- 2005 - 中国甲級リーグ 13位（大連長波） 中国乙級リーグ 決勝トーナメント準々決勝敗退（西蔵恵通陸華）
- 2006 - 中国甲級リーグ 8位
- 2007 - 中国甲級リーグ 13位[3]　シーズン終了後、解散

## 歴代監督
- 孫偉 2004（大連長波）
- 黄向東 2005（大連長波）
- 段シン 2006-2007

## 歴代所属選手
- 安琦 2004-2006